# 2016年美國職棒大聯盟選秀
2016年美國職棒大聯盟選秀為大聯盟第52屆選秀，在美國時間6月9日至11日舉行。費城費城人的米奇·孟尼亞克為該年的首輪選秀狀元。道奇隊因為前一年簽約失敗而獲得第36順位的選秀籤。第一輪補充選秀的12支選秀籤是唯一可以透過交易轉讓的選秀籤。紅人隊最終贏得A輪選秀第一順位，教士隊則是B輪選秀第一順位。

## 第一輪選秀
圖示
|   | 入選明星賽或年度最佳陣容的球員 |
| * | 並未簽約的球員                 |

| 選秀順位 | 球員              | 球隊             | 位置   | 畢業學校            |
| -------- | ----------------- | ---------------- | ------ | ------------------- |
| 1        | 米奇·孟尼亞克     | 費城費城人       | 外野手 | 拉科斯塔峽谷高中    |
| 2        | 尼克·森澤爾       | 辛辛那提紅人     | 三壘手 | 田納西大學          |
| 3        | 伊恩·安德森       | 亞特蘭大勇士     | 投手   | 申南德霍瓦高中      |
| 4        | 萊利·賓特         | 科羅拉多洛磯     | 投手   | 聖湯瑪斯·阿奎那高中 |
| 5        | 柯瑞·雷伊         | 密爾瓦基釀酒人   | 外野手 | 路易斯維爾大學      |
| 6        | A·J·普克          | 奧克蘭運動家     | 投手   | 佛羅里達大學        |
| 7        | 布拉克斯頓·蓋瑞特 | 邁阿密馬林魚     | 投手   | 佛羅倫斯高中        |
| 8        | 卡爾·庫安崔爾     | 聖地牙哥教士     | 投手   | 史丹佛大學          |
| 9        | 麥特·曼寧         | 底特律老虎       | 投手   | 薛爾頓高中          |
| 10       | 札克·柯林斯       | 芝加哥白襪       | 捕手   | 邁阿密大學          |
| 11       | 凱爾·路易士       | 西雅圖水手       | 外野手 | 莫瑟大學            |
| 12       | 傑·葛魯姆         | 波士頓紅襪       | 投手   | 巴內加特高中        |
| 13       | 喬許·洛爾         | 坦帕灣光芒       | 三壘手 | 波普高中            |
| 14       | 威爾·班森         | 克里夫蘭印地安人 | 外野手 | 西敏斯特學校        |
| 15       | 艾力士·基里尤夫   | 明尼蘇達雙城     | 外野手 | 普朗姆高中          |
| 16       | 麥特·泰斯         | 洛杉磯安那罕天使 | 捕手   | 維吉尼亞大學        |
| 17       | 佛瑞斯特·懷特利   | 休士頓太空人     | 投手   | 阿拉莫高地高中      |
| 18       | 布雷克·拉瑟福     | 紐約洋基         | 外野手 | 查米納德大學預校    |
| 19       | 賈斯汀·鄧恩       | 紐約大都會       | 投手   | 波士頓學院          |
| 20       | 蓋文·勒克斯       | 洛杉磯道奇       | 游擊手 | 印地安步道高中      |
| 21       | T·J·佐伊克        | 多倫多藍鳥       | 投手   | 匹茲堡大學          |
| 22       | 威爾·克雷格       | 匹茲堡海盜       | 三壘手 | 威克森林大學        |
| 23       | 戴爾文·培瑞茲     | 聖路易紅雀       | 游擊手 | 國際棒球學院        |

### 第一輪補充選秀
| 選秀順位 | 球員          | 球隊         | 位置   | 畢業學校                  |
| -------- | ------------- | ------------ | ------ | ------------------------- |
| 24       | 哈德森·桑契斯 | 聖地牙哥教士 | 游擊手 | 卡羅高中                  |
| 25       | 艾瑞克·勞爾   | 聖地牙哥教士 | 投手   | 肯特州立大學              |
| 26       | 札克·柏迪     | 芝加哥白襪   | 投手   | 路易斯維爾大學            |
| 27       | 寇迪·塞德拉克 | 巴爾的摩金鶯 | 投手   | 伊利諾大學厄巴納-香檳分校 |
| 28       | 卡特·基布姆   | 華盛頓國民   | 游擊手 | 瓦頓高中                  |
| 29       | 丹恩·唐寧     | 華盛頓國民   | 投手   | 佛羅里達大學              |
| 30       | 柯爾·拉根斯   | 德州遊騎兵   | 投手   | 北佛州基督中學            |
| 31       | 安東尼·凱伊   | 紐約大都會   | 投手   | 康乃狄克大學              |
| 32       | 威爾·史密斯   | 洛杉磯道奇   | 捕手   | 路易斯維爾大學            |
| 33       | 迪蘭·卡爾森   | 聖路易紅雀   | 外野手 | 麋鹿林高中                |
| 34       | 達科塔·哈德森 | 聖路易紅雀   | 投手   | 密西西比州立大學          |

### A輪平衡選秀
| 選秀順位 | 球員            | 球隊           | 位置   | 畢業學校                 |
| -------- | --------------- | -------------- | ------ | ------------------------ |
| 35       | 泰勒·崔梅爾     | 辛辛那提紅人   | 外野手 | 帕朗山基督中學           |
| 36       | 喬丹·薛菲爾德   | 巴爾的摩金鶯   | 投手   | 范德比大學               |
| 37       | 道爾頓·傑佛瑞斯 | 奧克蘭運動家   | 投手   | 加利福尼亞大學柏克萊分校 |
| 38       | 羅伯特·泰勒     | 科羅拉多洛磯   | 投手   | 喬治亞大學               |
| 39       | 安菲尼·葛瑞爾   | 亞利桑那響尾蛇 | 外野手 | 奧本大學                 |
| 40       | 喬伊·溫茨       | 亞特蘭大勇士   | 投手   | 修尼區東部高中           |
| 41       | 尼克·羅多洛     | 匹茲堡海盜     | 投手   | 達米恩高中               |

## 補償選秀
1. ↑  因伊恩·甘迺迪加入皇家隊而得到補償選秀
2. ↑  因賈斯汀·厄普頓加入老虎隊而得到補償選秀
3. ↑  因傑夫·薩馬爾加加入巨人隊而得到補償選秀
4. ↑  因陳偉殷加入馬林魚隊而得到補償選秀
5. ↑  因喬丹·齊默爾曼加入老虎隊而得到補償選秀
6. ↑  因伊恩·德斯蒙德加入遊騎兵隊而得到補償選秀
7. ↑  因尤凡尼·賈亞爾多加入金鶯隊而得到補償選秀
8. ↑  因丹尼爾·墨菲加入國民隊而得到補償選秀
9. ↑  因扎克·格林基加入響尾蛇隊而得到補償選秀
10. ↑  因約翰·雷基加入小熊隊而得到補償選秀
11. ↑  因傑森·海沃德加入小熊隊而得到補償選秀
12. ↑  因2015年未能簽下凱爾·方克豪瑟而得到補償選秀

## 交易選秀
1. ↑  因勇士隊將布朗森·阿洛尤、Luis Avilán、吉姆·詹森、José Peraza與艾力克斯·伍德交易到道奇隊，獲得埃克托尔·奥利韦拉、Paco Rodriguez和Zach Bird。另從馬林魚換來與40順位選秀籤

## 其他著名球員
- 凱爾·穆勒（英语：Kyle Muller）, 第2輪, 44順位被亞特蘭大勇士選走
- 班·鮑爾登（英语：Ben Bowden）, 第2輪, 45順位被科羅拉多洛磯選走
- 盧卡斯·爾塞格（英语：Lucas Erceg）, 第2輪, 46順位被密爾瓦基釀酒人選走
- 基岡·艾金（英语：Keegan Akin）, 第2輪, 54順位被巴爾的摩金鶯選走
- 諾蘭·瓊斯（英语：Nolan Jones）, 第2輪, 55順位被克里夫蘭印地安人選走
- 班·羅特維特（英语：Ben Rortvedt）, 第2輪, 56順位被明尼蘇達雙城選走
- 薛爾頓·諾伊齊（英语：Sheldon Neuse）, 第2輪, 58順位被華盛頓國民選走
- 布萊恩·雷諾茲, 第2輪, 59順位被舊金山巨人選走
- 布蘭登·馬許, 第2輪, 60順位被洛杉磯天使選走
- 尼克·索拉克（英语：Nick Solak）, 第2輪, 62順位被紐約洋基選走
- 彼特·阿隆索, 第2輪, 64順位被紐約大都會選走
- 米契·懷特（英语：Mitch White (baseball)）, 第2輪, 65順位被洛杉磯道奇選走
- 波·比薛特, 第3輪, 66順位被多倫多藍鳥選走
- 阿齊爾·巴杜（英语：Akil Baddoo）, 第2輪, 74順位被明尼蘇達雙城選走
- 傑克·弗萊利（英语：Jake Fraley）, 第2輪, 77順位被坦帕灣光芒選走
- 蓋瑞特·漢普森, 第3輪, 81順位被科羅拉多洛磯選走
- 尚恩·墨菲, 第3輪, 83順位被奧克蘭運動家選走
- 尚恩·安德森（英语：Shaun Anderson）, 第3輪, 88順位被波士頓紅襪選走
- 喬恩·杜普蘭提爾（英语：Jon Duplantier）, 第3輪, 89順位被亞利桑那響尾蛇選走
- 奧斯汀·海斯, 第3輪, 91順位被巴爾的摩金鶯選走
- 亞倫·席瓦利（英语：Aaron Civale）, 第3輪, 92順位被克里夫蘭印地安人選走
- 海蘇斯·盧札多, 第3輪, 94順位被華盛頓國民選走
- 傑克·羅傑斯（英语：Jake Rogers）, 第3輪, 97順位被休士頓太空人選走
- 達斯汀·梅, 第3輪, 101順位被洛杉磯道奇選走
- 湯瑪斯·哈奇（英语：Thomas Hatch）, 第3輪, 104順位被芝加哥小熊選走
- 薩克·賈倫, 第3輪, 106順位被聖路易紅雀選走
- 布萊斯·威爾森（英语：Bryse Wilson）, 第4輪, 109順位被亞特蘭大勇士選走
- 柯賓·伯恩斯, 第3輪, 111順位被密爾瓦基釀酒人選走
- 喬伊·盧凱西（英语：Joey Lucchesi）, 第4輪, 114順位被聖地牙哥教士選走
- 凱爾·方克豪瑟（英语：Kyle Funkhouser）, 第4輪, 115順位被底特律老虎選走
- 鮑比·達爾貝克, 第4輪, 118順位被波士頓紅襪選走
- 沙恩·比柏, 第4輪, 122順位被克里夫蘭印地安人選走
- D·J·彼得斯（英语：DJ Peters）, 第4輪, 131順位被洛杉磯道奇選走
- 喬許·帕拉休斯（英语：Josh Palacios）, 第4輪, 132順位被多倫多藍鳥選走
- 泰森·米勒（英语：Tyson Miller）, 第4輪, 134順位被芝加哥小熊選走
- 柯爾·厄文（英语：Cole Irvin）, 第5輪, 137順位被費城費城人選走
- 亞伯拉罕·托羅（英语：Abraham Toro）, 第5輪, 157順位被休士頓太空人選走
- 戴文·史梅爾澤（英语：Devin Smeltzer）, 第5輪, 161順位被洛杉磯道奇選走
- 卡凡·比吉歐, 第5輪, 162順位被多倫多藍鳥選走
- 尼奇·羅培茲, 第5輪, 163順位被堪薩斯市皇家選走
- 布萊恩·賈西亞（英语：Bryan Garcia）, 第6輪, 175順位被底特律老虎選走
- 崔斯·巴瑞拉（英语：Tres Barrera）, 第6輪, 184順位被華盛頓國民選走
- 凱爾·寇迪（英语：Kyle Cody）, 第6輪, 189順位被德州遊騎兵選走
- 湯米·艾德曼, 第6輪, 196順位被聖路易紅雀選走
- 安德魯·基茲納（英语：Andrew Knizner）, 第7輪, 226順位被聖路易紅雀選走
- 湯尼·岡索林, 第9輪, 281順位被洛杉磯道奇選走
- 桑提亞哥·艾斯賓諾, 第10輪, 298順位被多倫多藍鳥選走
- 麥可·金恩, 第12輪, 353順位被邁阿密馬林魚選走
- 扎克·普萊薩, 第12輪, 362順位被克里夫蘭印地安人選走
- 納坦尼爾·洛爾, 第13輪, 390順位被坦帕灣光芒選走
- 迪恩·克雷默（英语：Dean Kremer）, 第14輪, 431順位被洛杉磯道奇選走
- 大衛·貝德納, 第35輪, 1044順位被聖地牙哥教士選走
- 安德魯·楊恩（英语：Andrew Young (baseball)）, 第37輪, 1126順位被聖路易紅雀選走
- 布倫特·魯克, 第38輪, 1143順位被明尼蘇達雙城選走，但未簽約
- 艾德利·拉奇曼, 第40輪, 1197順位被西雅圖水手選走，但未簽約

## 外部連結
- MLB.com - 2016 Draft Tracker (all rounds)
- MLB.com - Draft History（页面存档备份，存于）
- Complete draft list from The Baseball Cube database

| 前任： 丹斯比·史瓦森 | 選秀狀元 米奇·孟尼亞克 | 繼任： 羅伊斯·路易士 |